# Huang Dongping
Huang Dongping (chinesisch 黄东萍, Pinyin Huáng Dōngpíng, * 20. Januar 1995) ist eine chinesische Badmintonspielerin.

## Karriere
Huang Dongping gewann bei der Junioren-Badmintonasienmeisterschaft 2012 Silber im Mixed und Silber mit dem chinesischen Team, wodurch sie sich für die Juniorenweltmeisterschaft desselben Jahres qualifizieren konnte. Dort war jedoch schon im Viertelfinale Endstation. Beim Indonesia Open Grand Prix Gold 2012 erkämpfte sie sich ihren ersten großen Erfolg bei den Erwachsenen. Dort wurde sie Dritte im Damendoppel mit Chen Qingchen.